# イブラーヒーム・ローディー
イブラーヒーム・ローディー（Ibrahim Lodi, 生年不詳 - 1526年4月21日）は、北インドのデリー・スルターン朝、ローディー朝の君主（在位：1517年 - 1526年）。

## 生涯

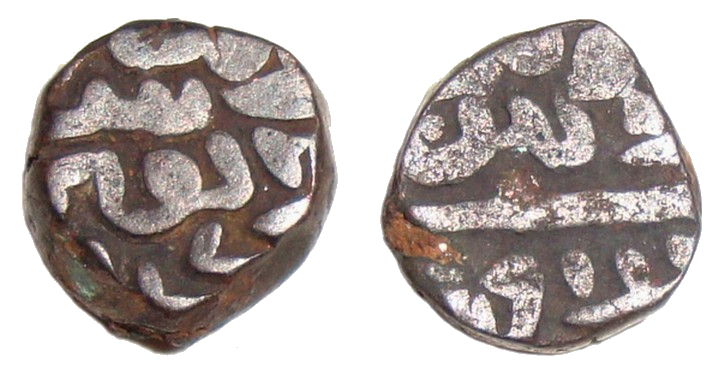
イブラーヒーム・ローディーのコイン

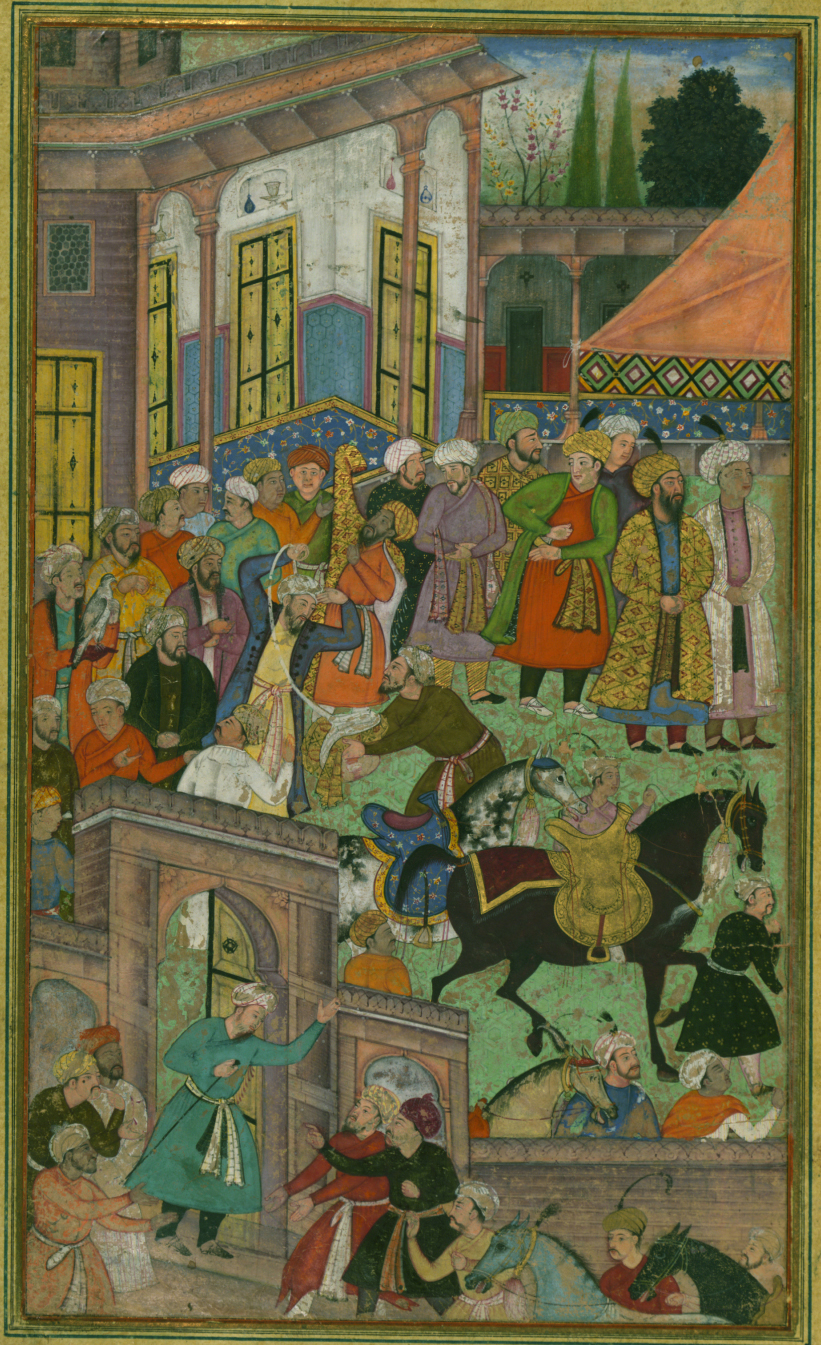
イブラーヒームの宮廷

ローディー朝の君主シカンダル・ローディーの息子として生まれた。
1517年11月21日、父シカンダルが死亡した。貴族たちは彼の2人の有能な息子イブラーヒーム・ローディーとジャラール・ローディーが、それぞれ領土を分割して統治することを決定した。それはつまり、年上のイブラーヒームはアーグラを都とし、年下のジャラールはジャウンプルを都とするという王国を二分するものであった。
こうして、父王の死の翌日にイブラーヒームはアーグラで即位し、ローディー朝の君主となった。また、弟のジャラールは彼の即位と同時にジャウンプルへと向かった。
だが、イブラーヒームはその後すぐ、領土の分割統治は貴族の陰謀であると考え、自分の威信が王国の全土に届くよう試みた。彼はジャラールには説得策を用いたが、ジャウンプル周辺の貴族らにはジャラールに忠誠を尽くしてはならないとし、その他兄弟をみな拘束したため、折り合いがつかなかった
1517年12月30日、イブラーヒームは再度の即位式を挙げた。その後、ジャラール
を力ずくで服従させようとし、1518年にはその巧みな交渉術でカールピー周辺の領土の保有を条件に、王の象徴たる傘とティンパニーを引き渡させた。
だが、イブラーヒームは合意を守るつもりはなく、ジャラールをいかにして抹殺できるかを考えていた。そのため、ジャラールは身の危険を感じ、ラージプートのグワーリヤル王国へと逃げた。
イブラーヒームはすぐさまグワーリヤル王国と戦端を開いた。そして、父シカンダルが何年も攻め落とすことが出来なかったその首都グワーリヤルを占領した。だが、ジャラールはグワーリヤルを逃げ、インド中部に避難しようとしていた。
しかし、ジャラールはイブラーヒームの好意を得ようとしていたゴンド族の王サングラーム・シャーに捕まってしまい、アーグラへと送り届けられた。イブラーヒームは宮廷にジャラールが届けられると、その後すぐに毒殺を命じた。
同年、イブラーヒーム・ローディーはメーワール王国のサングラーム・シング（ラーナー・サンガー）とも戦端を開いた。だが、ローディー朝の軍勢は打ち破られたばかりか、結果としてメーワールの勢力がアーグラ付近にまで到達した。
そのうえ、1519年に貴族らが領土の東部で反乱を起こした。イブラーヒームは父代からの貴族を多く殺害・監禁したり、そうでなくとも激怒させていたからである。この反乱は鎮圧には成功したものの、双方でそれぞれ1万人の戦死者を出す激戦となった。だが、その後も引き続き忠実ではないと思われる貴族を粛清したため、再度東部で反乱が発生した。
そのため、イブラーヒームはパンジャーブ総督のダウラト・ハーン・ローディーを味方にしようと使者を送った。だが、彼はアーグラへは赴かず、1523年にアフガニスタンのカーブルを拠点としていたバーブルにインドに侵入するよう要請した。また、メーワール王も同様にバーブルに侵入を要請した。
1525年11月、バーブルはカーブルを出発し、インダス川を越えて北インドに侵入した。そして、1526年4月21日、イブラーヒームは100,000の大軍と象軍1000とバーブルの軍12,000はデリー近郊のパーニーパットで交戦した（第一次パーニーパットの戦い）。
しかし、圧倒的優勢だったイブラーヒームの軍勢はバーブルの火器を駆使した戦術に敗れ、イブラーヒームは戦死し、ローディー朝は滅亡した。イブラーヒームの死を以て、1206年から320年間続いたデリー・スルターン朝の支配は終わりを告げ、新たにムガル帝国（ムガル朝）の時代が始まった。